# Banjo (песня Rascal Flatts)
| Оценки критиков                  | Оценки критиков |
| Источник                         | Оценка          |
| -------------------------------- | --------------- |
| Roughstock                       | [ 1 ]           |
| Taste of Country                 | [ 2 ]           |
| Country Universe                 | (C+)            |
| The 1-to-10 Country Music Review | [ 4 ]           |

«Banjo» — песня американской кантри-группы Rascal Flatts, вышедшая в качестве первого сингла с их 8-го студийного альбома Changed. Релиз прошёл 16 января 2012 года.

## История
Песня получила смешанные отзывы музыкальной критики, например от Roughstock, Taste of Country, Country Universe, «Country Music Review».
Песня дебютировала на 37-й позиции в кантри-чарте Billboard Hot Country Songs 28 января 2012 года и позднее достигла № 1 и стала 12-м чарттоппером группы.

## Позиции в чартах

### Еженедельные чарты
| Чарт (2012)                         | Наивысшая позиция |
| ----------------------------------- | ----------------- |
| Канада (Billboard Canadian Hot 100) | 57                |
| США (Billboard Hot 100)             | 51                |
| США (Billboard Hot Country Songs)   | 1                 |

### Годовые итоговые чарты
| Чарт (2012)                   | Позиция |
| ----------------------------- | ------- |
| США Country Songs (Billboard) | 33      |

## Сертификация
| Регион | Сертификация | Продажи |
| --- | ------------ | ------- |
| США (RIAA) | Золотой      | 500 000 |
| * Данные о продажах приведены только на основе сертификации. ^ Данные о тиражах приведены только на основе сертификации. |              |         |